# Eupithecia angulata
Eupithecia angulata es una especie de polilla de la familia Geometridae. La especie fue descrita por primera vez por David Stephen Fletcher habiendo sido descrita en 1951, con distribución en Etiopía. El holotipo de la especie fue descrita en los alrededores de Abyssinia.